# Kabinet-Alibux
Het kabinet-Alibux was een Surinaams kabinet onder leiding van premier Errol Alibux (PALU). In deze periode stond Suriname onder militair gezag en was Fred Ramdat Misier de president. Het kabinet regeerde van 28 februari 1983 tot en met 3 februari 1984.

## Samenstelling
Badrissein Sital trad af op 6 juni 1983; verder zaten alle andere ministers de rit uit. Het kabinet-Alibux was als volgt samengesteld:
| Ministerie                                          | Minister                      | Opmerkingen    |
| --------------------------------------------------- | ----------------------------- | -------------- |
| Algemene Zaken; en Buitenlandse Zaken               | Errol Alibux (PALU)           | tevens premier |
| Arbeid en Sociale Zaken                             | Harold Bharos (PALU)          |                |
| Binnenlandse Zaken en Justitie                      | Frank Leeflang (militairen)   |                |
| Cultuur, Jeugd en Volksmobilisatie                  | Badrissein Sital (militairen) |                |
| Financiën en Planning                               | Winston Caldeira (PALU)       |                |
| Landbouw, Veeteelt, Visserij en Bosbouw             | Franklin Vreden (PALU)        |                |
| Leger en Politie                                    | Wilfred Maynard               |                |
| Natuurlijke Hulpbronnen en Energie                  | Erik Tjon Kie Sim             |                |
| Onderwijs en Wetenschap                             | Glenn Sankatsing              |                |
| Openbare Werken, Telecommunicatie en Bouwnijverheid | Willy Chin Joe (PALU)         |                |
| Transport, Handel en Industrie                      | Imro Fong Poen                |                |
| Volksgezondheid en Milieubeheer                     | Lothar Boksteen (PALU)        |                |

## Verloop
Alibux, Caldeira, Chin Joe en Vreden waren PALU-lid terwijl Bharos en Boksteen gezien werden als vrienden van de PALU.
Toen de Nationale Democratische Partij (NDP), de partij van Desi Bouterse, 16 zetels tijdens de verkiezingen van 1996 haalde, werd Alibux de minister van Natuurlijke Hulpbronnen (20 september 1996 tot 20 september 2000) onder president Jules Wijdenbosch.
In 1999 verklaarde William Thomas Wolfe, een getuige in de drugszaak tegen Bouterse, dat hij voor handel in cocaïne niet alleen contact had met Bouterse, maar ook met minister Errol Alibux (zie ook drugs in Suriname). Iets wat door Alibux werd ontkend. In december van datzelfde jaar trad Tjandrikapersad Gobardhan (BVD) af als minister van Financiën, waarna Alibux die post erbij kreeg (9 december 1999 tot 20 december 2000).
Bij de verkiezing van Desi Bouterse tot president van de republiek Suriname in 2010, werd Alibux in 2011 aangesteld als Raadsadviseur voor buitenlandse politiek en ontwikkeling in de internationale rechtsorde. In 2013 werd hij benoemd tot niet-residerend ambassadeur voor Turkije.
Mede door grote stakingen in december 1983 en januari 1984, die op 19 december begonnen met de stakingen bij Billiton en Suralco, kwam dit kabinet ten val.